# Julius Hellesen
Lars Julius August Hellesen (17. juli 1823 i København – 10. juli 1877 på Kommunehospitalet sammesteds) var en dansk landskabsmaler.
Han var søn af toldassistent Niels Conrad Hellesen og Anna Dorothea født Dons. Han besøgte Kunstakademiet fra 1836, blev 1843 elev af modelskolen, lagde sig efter landskabsmaleriet under Heinrich Buntzens vejledning og udstillede 1840-46 på Charlottenborg Forårsudstilling nogle landskaber, hvoraf Parti ved Ordrup i 1841 blev købt til Den kgl. Malerisamling. Også til Kunstforeningen solgte han nogle billeder. I sine senere år arbejdede han som litograf hos Em. Bærentzen & Co. og udstillede 1860 på Charlottenborg et farvetryksbillede af Rosenborg Slot.
Hellesen giftede sig 15. november 1862 med Pauline Emilie Paulsen (6. juni 1833 i København - 21. september 1913 smst.), datter af arbejdsmand Jens Paulsen og Christine født Duus. 
Han er begravet på Assistens Kirkegård.

## Værker
- Parti i Charlottenlund (udstillet 1840)
- Parti ved Ordrup (1841, Statens Museum for Kunst)
- Parti ved Uggeløse (udstillet 1842)
- Parti af Nørreskov med udsigt over en mose til Furesø (udstillet 1842)
- Parti af Grøndshøj i det nordlige Jylland (udstillet 1843)
- Et parti af kysten ved fiskerlejet Flade ved Frederikshavn (1842, Thorvaldsens Museum)
- Sjællandsk landskab (udstillet 1844)
- Skovparti ved Frederiksdal (udstillet 1845)
- Skovparti, motiv i Herthadalen ved Lejre (udstillet 1846)
- Dansk landskab (1843, Thorvaldsens Museum)

Litografier:
- Rosenborg Slot (farvelitografi, udstillet 1860)
- Blankensee, Bordesholm, Gremsmühlen, Haddeby, Itzehoe, Kiel, Meldorf, Neustadt, Pinneberg og Rendsborg (litografier i: Em. Bærentzen (udg.): Holsteen og Lauenborg, 1859)
- Tegninger og grafik i Den Kongelige Kobberstiksamling; tegninger på Dansk Landbrugsmuseum og Dansk Jagt- og Skovbrugsmuseum